# Chiesa di San Bernardino da Siena (Roma)
La chiesa di San Bernardino da Siena è un luogo di culto cattolico di Roma, nel quartiere di Fontana Candida, in via Degas.
È stata costruita negli anni 1988-1989.
La chiesa è sede parrocchiale, eretta il 29 settembre 1982 con il decreto del cardinale vicario Ugo Poletti